# Шубин, Игорь Николаевич
И́горь Никола́евич Шу́бин (род. 20 декабря 1955) — российский политический и государственный деятель. Депутат Государственной думы VII и VIII созыва, член комитета ГД по бюджету и налогам, член фракции «Единая Россия».
С 2010 по 2016 год — член Совета Федерации Федерального Собрания Российской Федерации от Пермского края, с 2005 по 2010 год — глава города Перми.
Находится под персональными международными санкциями 27 стран ЕС, Великобритании, США, Канады, Швейцарии, Австралии, Японии, Украины, Новой Зеландии.

## Биография
Родился 20 декабря 1955 года в Перми. Трудовую деятельность начал в 1973 году фрезеровщиком на Пермском телефонном заводе. Через год был призван на службу Военно-морского флота СССР, служил на Балтике. В 1977 году поступил в Пермский государственный университет на экономический факультет, одновременно с учёбой работал на выборной должности заместителя секретаря комсомола университета, председателя студенческого профсоюзного комитета.
В 1983 году Игоря Николаевича Шубина избрали депутатом Дзержинского районного Совета народных депутатов. Спустя 5 лет стал председателем райисполкома, а с 1992 года — главой Дзержинского района города Перми. При Шубине Дзержинский район динамично развивался: продолжилась застройка микрорайонов Парковый, Железнодорожный, Пролетарский, началась застройка микрорайона Заостровка. Ежегодно вводили в эксплуатацию до 120 тысяч квадратных метров жилья. И строились не только жилые дома, но и транспортные развязки, социальные объекты.
В 1994—2001 годах занимал должность заместителя губернатора Пермской области. Шубин работал вице-губернатором при трёх губернаторах — Борисе Юрьевиче Кузнецове, Геннадии Вячеславовиче Игумнове и Юрии Петровиче Трутневе.
В ведении Игоря Николаевича были ремонт и строительство нового корпуса Пермского областного онкодиспансера и областной больницы № 3 — «Центра диализа». Шубин лично отвечал за выполнение графика работ по строительству Чусовского моста, контролировал работы по строительству Восточного обхода на трассе Кунгур-Березники и мостовых переходов через реки Вишера, Косьва, Коса. Шубин защищал в Госстрое России проект Красавинского моста. За время вице-губернаторства Шубина было введено в эксплуатацию около 1500 километров новых дорог по всему краю.
В июле 2001 года по согласованию между администрацией Пермской области и руководством ОАО «Газпром» Игоря Николаевича Шубина назначили генеральным директором ООО «Пермрегионгаз».
В декабре 2001 года избран депутатом Законодательного собрания Пермской области по избирательному округу № 34. За него проголосовали 60 % жителей Оханского, Очёрского, Частинского и Большесосновского районов. За четыре года в округе Шубина были сданы в эксплуатацию все запланированные дороги, реконструированы все отмеченные в предвыборной программе объекты здравоохранения, образования и культуры, проведён газ. С января 2002 года — председатель комитета по бюджету и внебюджетным фондам.
В ноябре 2005 года Игорь Шубин назначен исполняющим обязанности главы города Перми, а в марте 2006 года И. Н. Шубина поддержали на выборах пермяки. По инициативе Игоря Николаевича были созданы и реализованы программы «Светлый город» и «Чистый город». При Шубине началась активная реализация программ расселения ветхого и аварийного жилья, «Жильё для молодой семьи» и программы помощи в улучшении жилищных условий многодетных семей. Впервые начали действовать «Отряды мэра».
При мэре Шубине был принят генеральный план города и открытие единого колл-центра главы города. Согласно генеральному плану были проведены масштабные реконструкции улиц Ленина, Луначарского, Екатерининской, Героев Хасана, Попова, шоссе Космонавтов — словом, всех ключевых транспортных артерий Перми.
На посту главы города Игорь Шубин активно взаимодействовал с муниципалитетами других городов. Благодаря программе городов-побратимов, которую активизировал Игорь Шубин, сотни студентов получили возможность пройти стажировки в самых сильных университетах России, Германии, Италии, Великобритании и США. По инициативе Шубина лучшим студентам выплачивается стипендия Совета попечителей.
26 декабря 2010 года оставил пост главы города Перми и Законодательным Собранием Пермского края избран членом Совета Федерации Федерального Собрания Российской Федерации от Пермского края. С 2010 по 2016 гг. представлял Пермский край в Совете Федерации. На посту сенатора от Пермского края при участии Шубина был принят закон о дополнительных мерах государственной поддержки для многодетных семей, внесены поправки в законодательство, связанное с развитием села и социально-экономическом развитии территорий.
18 сентября 2016 года избран депутатом Государственной думы Федерального собрания Российской Федерации VII созыва по одномандатному избирательному округу № 58 «Пермский». Является членом Комитета ГД по бюджету и налогам.
Первый заместитель Председателя Правления РОО «Пермское землячество».
Президент Федерации вольной борьбы Пермского края.
Возглавлял фонд «Жемчужина Урала», созданный в 2001 году по инициативе Ю. П. Трутнева для поддержки Пермского академического театра оперы и балета им. П. И. Чайковского.
В списке общественных наград Игоря Николаевича: Орден Дружбы, государственные знаки отличия «Почётный работник жилищно-коммунального хозяйства России» и «Почётный автотранспортник», орден Русской православной церкви, медали «За вклад в развитие местного самоуправления» и «За вклад в развитие межгородского сотрудничества», Золотой знак Пермской области и многие другие.
19 сентября 2021 года избран депутатом Государственной думы РФ VIII созыва от «Единой России» по Пермскому одномандатному избирательному округу №58 (Пермский край).

## Законотворческая деятельность
С 2016 по 2019 год, в течение исполнения полномочий депутата Государственной Думы VII созывов, выступил соавтором 14 законодательных инициатив и поправок к проектам федеральных законов, 4 из них были внесены Шубиным в Госдуму в период исполнения им полномочий члена Совета Федерации с 2010 по 2016 год..

## Международные санкции
Из-за поддержки российской агрессии и нарушения территориальной целостности Украины во время российско-украинской войны находится под персональными международными санкциями разных стран.
23 февраля 2022 года внесён в санкционные списки стран Евросоюза за действия и политику, которые подрывают территориальную целостность, суверенитет и независимость Украины и еще больше дестабилизируют Украину.
24 февраля 2022 года включён в санкционный список Канады «близких соратников режима» за голосование о признании независимости «так называемых республик в Донецке и Луганске».
24 марта 2022 года, на фоне вторжения России на Украину, включён в санкционный список США за «соучастие в войне Путина» и «поддержку усилий Кремля по вторжению в Украину», Госдеп США заявил что депутаты Госдумы используют свои полномочия для преследования инакомыслящих и политических оппонентов, нарушают свободу информации, ограничивают права человека и основные свободы граждан России.
По аналогичным основаниям, с 11 марта 2022 года находится под санкциями Великобритании. С 25 февраля 2022 года находится под санкциями Швейцарии. С 26 февраля 2022 года находится под санкциями Австралии. С 12 апреля 2022 года находится под санкциями Японии. Указом президента Украины Владимира Зеленского от 7 сентября 2022 находится под санкциями Украины. С 3 мая 2022 года находится под санкциями Новой Зеландии.

## Награды
- Орден Дружбы (30 марта 1998 года) — за многолетний добросовестный труд и большой вклад в укрепление дружбы и сотрудничества между народами[17]
- Юбилейная медаль «МПА СНГ. 30 лет» (16 ноября 2023 года, Межпарламентская ассамблея СНГ) — за заслуги в деле развития и укрепления парламентаризма, за вклад в развитие и совершенствование правовых основ функционирования Содружества Независимых Государств, укрепление международных связей и межпарламентского сотрудничества[18]